# Jean-René Gomaire
Jean René Gomaire, né le 1er novembre 1745 à Lorient (département du Finistère), mort le 16 juin 1805 au Bugue (département de la Dordogne), est un ecclésiastique et un homme politique de la Révolution française.

## Biographie
La monarchie constitutionnel, mise en place par la constitution du 3 septembre 1791, prend fin à l'issue de la journée du 10 août 1792 : les bataillons de fédérés bretons et marseillais et les insurgés des faubourgs de Paris prennent le palais des Tuileries. Louis XVI est suspendu et incarcéré avec sa famille à la tour du Temple. 
En septembre 1792, Jean-René Gomaire, qui est alors vicaire général de Quimper, et administrateur du Finistère, est élu député du département, le huitième et dernier, à la Convention nationale.
Il siège sur les bancs de la Gironde. Lors du procès de Louis XVI, il vote « la détention, et le bannissement à la paix », et se prononce en faveur de l'appel au peuple et en faveur du sursis à l'exécution de la peine. 
En avril 1793, il s'abstient de voter lors de la mise en accusation de Jean-Paul Marat : « Comme j'ai été plusieurs fois cité et nommé comme aristocrate et conspirateur par Marat dans ses feuilles, et même à la tribune dans ses discours, je m'abstiens de voter ». Marat le dénonce cependant, un mois plus tard dans son journal, comme « membre de la faction des hommes d’État ». Le 21 mai, il est élu membre de la Commission des Douze, le sixième sur douze par 184 voix. Le 28, il vote en faveur du rétablissement de la Commission, cassée la veille. 
À l'issue des journées du 31 mai et du 2 juin, Jean-René Gomaire est décrété d'arrestation comme membre de la Commission des Douze. Durant sa détention à la prison du Luxembourg, il rédige une défense, intitulée Suis-je assez puni ? Ai-je mérité de l'être ?. Au terme du rapport prononcé par Louis-Antoine de Saint-Just, au nom du Comité de Salut public, Gomaire est élargi du décret d'arrestation, au motif qu'il fait partie des députés « plutôt trompés que coupables ». L'historienne Jacqueline Chaumié estime que Saint-Just a fait preuve d'indulgence à l'égard de Gomaire car celui-ci n'a pas voté en faveur de l'accusation de Marat. 
En brumaire an II (novembre 1793), en même temps que son collègue François-Toussaint Villers (député de la Loire-Inférieure), Gomaire renonce à ses fonctions ecclésiastiques. Le 4 pluviôse an II (le 23 janvier 1794), dans une lettre à Maximilien de Robespierre, il lui « assure avoir toujours été parmi les plus ardents défenseurs de la Révolution ». 
En octobre 1795 Gomaire est réélu par le Finistère au Conseil des Cinq-Cents. Il y siège avec les modérés et parvient à se faire élire secrétaire du Conseil.
Il quitte son mandat et la vie politique en 1798 et meurt sept ans plus tard, à l'âge de 59 ans.